# Tetanops sintenisi
Tetanops sintenisi är en tvåvingeart som beskrevs av Becker 1909. Tetanops sintenisi ingår i släktet Tetanops och familjen fläckflugor. Enligt den finländska rödlistan är arten otillräckligt studerad i Finland. Artens livsmiljö är ruderatmarker, vägrenar och banvallar. Inga underarter finns listade i Catalogue of Life.